# Aleksandr Andrónov
Aleksandr Aleksándrovich Andrónov (del ruso: Алекса́ндр Алекса́ндрович Андро́нов) (11 de abril -calendario juliano, 29 de marzo- de 1901, Moscú; 31 de octubre de 1952, Gorky) fue un físico ruso, miembro de la Academia Soviética de Ciencias (1946). Trabajó extensamente en la teoría de la estabilidad de sistemas dinámicos, introduciendo (junto con Lev Pontriaguin) la idea de estabilidad estructural. En aquel contexto, también contribuyó a la teoría matemática de auto-oscilación (un término que acuñó).

## Vida y obra
Primeros años
Andrónov era hijo de Aleksandr Petróvich Kalinin (1835-1905), un rico comerciante, y de Lidia Aleksándrovna Lípskaya. Sus padres se divorciaron cuando los niños eran todavía pequeños, yéndose a vivir con su madre a casa de su abuelo, que falleció en 1907. En 1909, Lidia se casó con el famoso ginecólogo de Moscú Corneli Adámovich Lipski, quien contribuyó a darle una buena educación.
Siendo niño decidió que sería médico, viendo la medicina como una ciencia en la que se utilizan ampliamente las matemáticas y la física. Por lo tanto, preparándose para el campo de la medicina, desde sus años escolares comenzó a estudiar matemáticas superiores. Sin embargo, en otoño de 1920, sufrió una grave pleuresía, por lo que fue declarado no apto para el servicio militar y en ese mismo año ingresó en la Escuela Técnica Superior de Moscú, concretamente en la Facultad de Ingeniería Eléctrica. Su interés por la física era tan fuerte que en 1923 se trasladó a la Universidad Estatal de Moscú, donde se graduó en 1925 con el título de "Física Teórica".
Actividad científica antes de la guerra
Inicialmente trabajó en física estadística y algunas cuestiones de mecánica cuántica. Su trabajo fundamental fue "Ciclos límite de Poincaré y la teoría de la vibración", que presentó como tesis doctoral, se publicó en 1929 en los informes de la Academia de Ciencias de París. Andrónov estableció un vínculo entre la teoría de la generación de oscilaciones y la teoría de estabilidad de Lyapunov, e introdujo el concepto de una definición matemática de auto-oscilaciones, desarrolló su teoría mediante su vinculación con la teoría cualitativa de las ecuaciones diferenciales, con la topología, y con la teoría general de la estabilidad del movimiento.
Desde 1929, se convirtió en investigador del Instituto Soviético de Electrotecnia, y en 1930 ingresó en el Instituto de Física de la Universidad de Moscú.
Actividad científica durante la guerra
Durante la Segunda Guerra Mundial trabajó en tareas de diseño relacionadas con la defensa (buques contra minas magnéticas).
Actividad científica tras la guerra
Tras la guerra participó activamente en la labor del Instituto de Automatización y de Robótica de la Academia Rusa de Ciencias. Así mismo, organizó en el Instituto un seminario científico permanente para discutir los últimos problemas en la teoría de las oscilaciones no lineales y la teoría de control.
Sin embargo, la más intensa y fructífera actividad de Andrónov como científico, profesor y organizador la desarrolló en la ciudad de Gorki, donde coincidió desde 1931 con un grupo de talentosos jóvenes científicos. Andrónov consideraba el establecimiento de centros científicos como la tarea más importante del estado. Trabajó en el Instituto Gorki de Investigación de Física y Tecnología (GIFT) y en la Universidad Estatal de Gorki (GSU), donde permaneció como profesor hasta su muerte.
Comenzó a trabajar en la Universidad de Gorki en la creación de un ordenador digital, uno de los primeros en la Unión Soviética, aunque este trabajo (debido a las dificultades técnicas y de organización existentes en ese momento) no pudo ser finalizado. Sin embargo, la formación desarrollada en este ámbito permitió después que la Universidad de Gorki fuera la primera facultad del país de Matemática Computacional y de Cibernética, dedicada a la formación de matemáticos altamente cualificados.
Andrónov fue uno de los organizadores de la Facultad de Radiofísica de la GSU (1945), con especialización en la teoría de las oscilaciones, el ajuste automático de la propagación de ondas de radio, la radioastronomía, la electrodinámica, la electrónica, las microondas, la física estadística, y otras materias.
Estudio de la vida de Nikolái Lobachevski
Bajo su dirección se hizo una gran cantidad de trabajo en el estudio de la vida y la obra del gran matemático ruso. El estudio, basado en numerosos documentos demuestra sin lugar a dudas que Lobachevski nació en Nizhni Nóvgorod. 
Últimos años
En los últimos años de su vida los trabajos científicos y actividades sociales de Andrónov fueron muy apreciados en la URSS. Además de académico, en 1947 fue elegido diputado del Soviet Supremo y miembro del Presídium del Sóviet Supremo en 1950.
Falleció a la edad de 51 años debido a una forma severa de hipertensión. Está enterrado en el cementerio Bugrovski de Nizhni Nóvgorod.

## Reconocimientos
- El 4 de noviembre de 1944 fue galardonado por el Presídium del Sóviet Supremo de la URSS con la Orden de la Estrella Roja.
- El cráter lunar Andronov lleva este nombre en su honor.